# Tour de Loir-et-Cher
O Tour de Loir-et-Cher (oficialmente:Tour du Loir et Cher E Provost) é uma carreira ciclista por etapas francesa disputada em Loir-et-Cher. Criada pela AAJ Blois.
A sua primeira edição teve lugar em julho de 1960 e estava composta por duas etapas. A partir de 1961 organizou-se em abril com formato de três etapas, depois passariam a quatro a partir de 1975. O formato em cinco etapas é adoptado a partir de 1985. Em 2005, o calendário internacional sofre uma reforma com motivo da criação do UCI Pro Tour e dos Circuitos Continentais UCI. O Tour de Loir-et-Cher faz parte do UCI Europe Tour em categoria 2.2 (última categoria do profissionalismo) portanto podem participar as equipas continentais profissionais franceses, as equipas continentais, e as equipas nacionais ou regionais. Os UCI Pro Teams não podem participar.

## Palmarés
| Ano  | Ganhador                 | Segundo              | Terceiro                |
| ---- | ------------------------ | -------------------- | ----------------------- |
| 1960 | Raymond Sallé            | Eugene Huet          | Courson                 |
| 1961 | Jean-Claude Lebaube      | Claude Primont       | Jean Danguillaume       |
| 1962 | Jack André               | Bernard Herrgott     | Gerard Lemusiaux        |
| 1963 | René Heuvelmans          | Georges Vandenberghe | Claude Gabard           |
| 1964 | Maurice Benet            | Guido Reybrouck      | Ian Moore               |
| 1965 | Albert Van Vlierberghe   | Donaat Himpe         | Michel Guyot            |
| 1966 | Félix Le Buhotel         | Christian Biville    | André Desvages          |
| 1967 | Jean-Claude Genty        | Bernard Vanderlinde  | François Quillon        |
| 1968 | Bernard Dupuch           | Jacques Botherel     | Andre Froimond          |
| 1969 | Jean-Pierre Danguillaume | Paul Craprez         | Jean-Pierre Boulard     |
| 1970 | Alain Nogues             | Zygmunt Hanusik      | Jean-Louis Danguillaume |
| 1971 | Jean-Pierre Guitard      | Wim Kellenaers       | Jean-Louis Danguillaume |
| 1972 | Zygmunt Hanusik          | Ryszard Szurkowski   | Zbigniew Krzeszowiec    |
| 1973 | Patrick Béon             | Michel Pollentier    | Mieczysław Nowicki      |
| 1974 | Hubert Arbes             | Luc Leman            | Robert Thalmann         |
| 1975 | Jan Brzeźny              | Henk Mutsaars        | Ryszard Szurkowski      |
| 1976 | Gerrie van Gerwen        | Christian Poirier    | Henk Mutsaars           |
| 1977 | Michel Zucarelli         | Alain Mas            | Didier Ramel            |
| 1978 | Gérard Le Dain           | Pascal Herledan      | Patrice Thévenard       |
| 1979 | Michel Larpe             | Mark Pringle         | Guardelli               |
| 1980 | Leon Dejits              | Ad Wijnands          | Frank Moons             |
| 1981 | Jan Jankiewicz           | Alain Bizet          | Wim Jennen              |
| 1982 | Yuri Petrov              | Falk Boden           | Viktor Manakov          |
| 1983 | Mario Hernig             | Bernd Dittert        | Andrzej Mierzejewski    |
| 1984 | Jörg Stein               | Richard Trinkler     | Heinz Imboden           |
| 1985 | Jörg Stein               | Ladislav Ferebauer   | Franck Kuhn             |
| 1986 | Leszek Stepniewski       | Sławomir Krawczyk    | Marek Leśniewski        |
| 1987 | Sergei Uslamin           | Sergei Zmievskov     | Igor Sumnikov           |
| 1988 | Olaf Jentzsch            | Zbigniew Piątek      | Roman Lyson             |
| 1989 | Guido Fulst              | Sébastien Flicher    | Jozef Regec             |
| 1990 | Eric Knuvers             | Bert Dietz           | Christophe Faudot       |
| 1991 | Nicolas Aubier           | Czesław Rajch        | Valère Fillon           |
| 1992 | Jean-Christophe Currit   | Stéphane Boury       | Gilles Maignin          |
| 1993 | Denis Marie              | Laurent Roux         | Christophe Leroscouet   |
| 1994 | Carlo Meneghetti         | Stéphane Boury       | Didier Faivre Péret     |
| 1995 | Denis Marie              | Stéphane Barthe      | Guennadi Mikhailov      |
| 1996 | Christophe Paulvé        | Arnaud Auguste       | Sébastien Guénée        |
| 1997 | Stéphane Bourry          | Torsten Nitsche      | Arnaud Chauveau         |
| 1998 | Frédéric Pontier         | Coen Boerman         | Philippe Mauduit        |
| 1999 | Thor Hushovd             | Denis Dugouchet      | Gabriel Rasch           |
| 2000 | Gisle Vikoyr             | Carlo Meneghetti     | Gabriel Rasch           |
| 2001 | Rudolph Wentzel          | Eric Baumann         | Dimitri De Fauw         |
| 2002 | Samuel Gicquel           | Philippe Gilbert     | Lars Breiseth           |
| 2003 | Hervé Duclos-Lassalle    | David Boucher        | Morten Christiansen     |
| 2004 | Tom Stubbe               | Nicolas Roche        | Fumiyuki Beppu          |
| 2005 | Marc de Maar             | Matej Stare          | Hans Dekkers            |
| 2006 | Jacob Moe Rasmussen      | Mariusz Wiesiak      | Jérôme Bonnace          |
| 2007 | Alexandre Blain          | Mitja Mahorič        | Petr Benčík             |
| 2008 | Christofer Stevenson     | Eladio Sánchez       | Jos Pronk               |
| 2009 | Dmytro Kosyakov          | Vincent Dauga        | Sven Vandousselaere     |
| 2010 | Mikhail Antonov          | Benjamin Verraes     | Tino Thömel             |
| 2011 | Anthony Saux             | Pierre-Luc Périchon  | Corentin Maugé          |
| 2012 | Andrey Solomennikov      | Julian Kern          | Rolf Nyborg Broge       |
| 2013 | Tino Thömel              | Timothy Dupont       | Vegard Breen            |
| 2014 | Graham Briggs            | Rasmus Mygind        | Troels Vinther          |
| 2015 | Romain Cardis            | Dennis Bakker        | Alexander Wetterhall    |
| 2016 | Patrick Schelling        | Jonas Aaen Jørgensen | Russell Downing         |
| 2017 | Alexander Kamp           | Troels Vinther       | Rasmus Guldhammer       |
| 2018 | Asbjørn Kragh Andersen   | Emil Vinjebo         | Josef Černý             |
| 2019 | Jan Bárta                | Julius Johansen      | Stef Krul               |

## Palmarés por países
| País                     | Vitórias |
| ------------------------ | -------- |
| França                   | 28       |
| União Soviética e Rússia | 6        |
| Alemanha                 | 6        |
| Polónia                  | 4        |
| Bélgica                  | 3        |
| Países Baixos            | 3        |
| Dinamarca                | 3        |
| Noruega                  | 2        |
| África do Sul            | 1        |
| Suécia                   | 1        |
| Reino Unido              | 1        |
| Suíça                    | 1        |
| Chéquia                  | 1        |